# Tachigali uleana
Tachigali uleana là một loài thực vật có hoa trong họ Đậu. Loài này được (Harms) Zarucchi & Herend. miêu tả khoa học đầu tiên năm 1993.